# 秘書丞
秘書丞，中國古代官名，掌圖書文籍之官，一般作為秘書省長官秘書監的副官，又因二者性質清高顯要，在兩晉南北朝時出任者多是世家大族子弟，又被時人稱之為「天下清官」，該職位最早於東漢獻帝建安十八年（213年），曹操被封為魏王後開始設立。雖職權品級常隨朝代有所更動，但大體多為管理皇家典籍文書的佐官性質，直至元代。明以後被併入翰林院之中。

## 歷朝職權品級

### 東漢
東漢獻帝建安十八年（213年），曹操被封為魏公後開始設立秘書丞，人數為2人，分為左右丞。負責輔佐秘書長官秘書令典尚書奏事，以輔佐皇帝文書章奏等事，職權甚重。

### 曹魏－第六品
魏文帝曹丕在黄初（220年－226年）初期，將秘書典尚書奏事的重要職權轉移給重新設立的中書，將原本的秘書左丞劉放提拔為中書主官中書監，原本的秘書右丞孫資則為副官中書令，原本的長官由秘書令改為秘書監，職權變成專門掌管藝文圖書典籍，並設立副官秘書丞1人，多由秘書郎遷任，秩四百石。(漢魏三國時代，大縣的縣令、駙馬都尉、騎都尉等為此等級。)
而後又因為文帝想要任命何楨為秘書丞，但因為此時已經有一位秘書丞了，因此便任命何楨為秘書右丞。後來又恢復為只有一個秘書丞。

### 晉代－第六品

#### 晉武帝
晉武帝司馬炎将秘書併入中書省為秘書局，並且免去秘書監的職位，只留下秘書丞，並且稱呼此官为中書秘書丞，成为秘書著作局的長官。

#### 晉惠帝
晉惠帝永平元年（291年），晉惠帝司馬衷重新設立秘書監一職，負責管轄獨立機構「秘書寺」，秘書丞仍作為其副官，底下亦有佐郎八人。著作省的職權為掌三閣的圖書文籍的管理和國史整理校訂等。
元康年間，將原本五品的秘書監提拔至三品，並且讓其同時掌握「著作省」。

### 南北朝
此官與秘書監二官，在兩晉南北朝時期為清高顯要的官職，出任者多為士族高門等大族子弟，在東晉南朝則多為僑姓高門，當時稱為「天下清官」，亦稱作「第一官」。梁武帝曾說道：「祕書丞天下清官，東南冑緒未有為之者，今以相處，卿定有名稱也。」

#### 南朝

##### 劉宋－六品
劉宋時，設立秘書監1人。祕書丞1人。秘書郎4人。

##### 蕭齊－六品
蕭齊時，設立祕書監1人，祕書丞1人。下屬屬官有郎、著作佐郎等。

##### 蕭梁－八班
蕭梁時，首次設立「秘書省」這一官署，並在官制十八班排行之中將秘書丞定為八班(十八班最大，即為丞相、太宰、太傅、太保、大司馬、大將軍、太尉、司徒、司空等官)

##### 南陳－第五品
南陳時，將秘書丞的品級提高到第五品，秩六百石